# Херсман, Дебора
Дебора А. П. Херсман (р. 1 мая 1970, США) — председательница Национального совета по безопасности на транспорте (НСБТ) США с 2009 года. Будучи назначенной на эту должность в 39 лет, стала самой молодой персоной, получившей эту должность. Членом НСБТ стала в 2004 году.